# Sajókaza
Sajókaza är en ort i Ungern.   Den ligger i provinsen Borsod-Abaúj-Zemplén, i den norra delen av landet, 140 km nordost om huvudstaden Budapest. Sajókaza ligger 139 meter över havet och antalet invånare är 3 494.
Terrängen runt Sajókaza är platt åt nordost, men åt sydväst är den kuperad. Sajókaza ligger nere i en dal. Runt Sajókaza är det ganska tätbefolkat, med 239 invånare per kvadratkilometer. Närmaste större samhälle är Kazincbarcika, 5,2 km sydost om Sajókaza. Trakten runt Sajókaza består till största delen av jordbruksmark.